# Let It Be... Naked
Let it Be... Naked é um álbum da banda britânica de rock The Beatles. É uma versão remixada e remasterizada do álbum Let It Be, de 1970. O projeto foi supervisionado por Paul McCartney, que sentiu que a produção de Phil Spector não representou fielmente as intenções do grupo "despojado" para o álbum original. Let It Be... Naked apresenta as canções "nuas"—sem overdubs de Spector e sem a vibração incidental de destaque do estúdio entre a maioria dos cortes do álbum original. Let It Be... Naked também substitui "Dig It" e "Maggie Mae", com "Don't Let Me Down", originalmente apresentado como o lado B do single "Get Back".

## História
O álbum é apresentado de uma forma que Paul McCartney considera mais próxima de sua visão artística original: "voltar" para o som do rock and roll de seus primeiros anos, em vez dos overdubs orquestrais e enfeites que foram adicionados por Phil Spector na produção final do álbum Let It Be. McCartney em particular esteve sempre insatisfeito com o estilo de produção "Wall of Sound" dos remixes de Phil Spector, especialmente por sua canção "The Long and Winding Road", que ele acreditava ter sido arruinada pelo processo. George Harrison deu sua aprovação para o projeto Naked antes de morrer. A atitude de McCartney contrasta com a de Lennon mais de duas décadas antes. Em sua entrevista para a revista Rolling Stone em 1971, Lennon tinha defendido o trabalho de Spector, dizendo: "Foi-lhe dada a carga ferrada de merda mal gravada com um sentimento sempre ruim para ele, e ele fez algo de que... Quando ouvi isso, eu não vomitei."
Porém, Paul McCartney não gostou do resultado final, se queixando do trabalho de Phil Spector. Em 2003, é lançado então Let it Be Naked, a versão do álbum como McCartney queria que fosse sido lançado, sem o recurso do Wall of Sound de Spector. Nesta nova versão contendo dois CD´s, certas faixas como Maggie Mae foram retiradas. Foi adicionado a música Don´t Let me Down. A orquestra em The Long and Winding Road foi retirada deixando a música numa versão mais "crua" e Let it Be foi apresentada em outra versão de estúdio.
O segundo CD contém conversas entre os integrantes da banda e algumas partes de ensaios de algumas músicas. A curiosidade desse CD está em um trecho onde John Lennon ensaia a música que seria conhecida como Imagine.

## Recepção
| Críticas profissionais | Críticas profissionais |
| Avaliações da crítica  | Avaliações da crítica  |
| Fonte                  | Avaliação              |
| ---------------------- | ---------------------- |
| Metacritic             | 68/100                 |
| Allmusic               | [ 6 ]                  |
| Pitchfork Media        | 7.0/10                 |
| Rolling Stone          | [ 8 ]                  |

O álbum recebeu críticas mistas, com o site agregador de criticas Metacritic deu ao álbum uma pontuação de 68 em 100%. Rovi Staff da Allmusic elogiou o álbum citando: "No geral um pouco mais forte [do que Let It Be] ... um álbum mais elegante, mais liso". Enquanto a revista Pitchfork, em um artigo de Dominique Leone declarou "não essencial [...] embora impecavelmente apresentado". Anthony DeCurtis da Rolling Stone observou que "[enquanto] as melhorias sonoras para o álbum como um todo são inegáveis [...] novatos devem ainda obter o original".

## Músicas

### Disco 1
1. "Get Back"
2. "Dig a Pony"
3. "For You Blue"
4. "The Long and Winding Road"
5. "Two of Us"
6. "I've Got a Feeling"
7. "One After 909"
8. "Don't Let Me Down"
9. "I Me Mine"
10. "Across the Universe"
11. "Let It Be"

Observações:
- "Get Back" - Um remix da gravação gravada em 27 de janeiro de 1969, usada para o single e o álbum; sem a coda gravada em 28 de janeiro ou o diálogo de enquadramento do estúdio e do show na cobertura adicionado à versão do álbum.
- "Dig a Pony" - um remix do take do show no último dia 30 de janeiro de 1969; diálogo de enquadramento e início falso removidos; erro no segundo verso (o "porque" na faixa vocal de Lennon) corrigido digitalmente.
- "For You Blue" - Um remix da versão de 25 de janeiro de 1969 foi usado no álbum, incluindo o vocal principal regravado de Harrison de 8 de janeiro de 1970; diálogo de enquadramento removido.
- "The Long and Winding Road" - A gravação final gravada em 31 de janeiro de 1969, em vez da gravação do álbum em 26 de janeiro. Anteriormente não lançado.
- "Two of Us" - Um remix da gravação gravada em 31 de janeiro de 1969 usada no álbum; diálogo de enquadramento removido; pequeno erro no desempenho do violão de Lennon corrigido digitalmente.
- "I've got a Felling" - Uma edição composta de duas tomadas do concerto na cobertura.
- "One After 909" - um remix do take do concerto na cobertura; retirada improvisada de " Danny Boy " removida.
- "Don't Let Me Down" - Uma edição composta de duas tomadas do concerto na cobertura. Anteriormente não lançado.
- "I Me Mine" - Uma recriação remixada e ligeiramente diferente da edição de Spector (copiando o refrão no meio da música e adicionando-o até o final) para prolongar a faixa gravada em 3 de janeiro de 1970; overdubs de guitarra e partes de órgãos misturados dentro e fora para fazer o verso repetido soar diferente.
- "Across the Universe" - Um remix da versão original gravada em 4 de fevereiro de 1968, tocada na velocidade correta; efeitos sonoros, piano, maracas e vocais secundários misturados; eco de fita adicionado.
- "Let It Be" - Um remix do take 27A de 31 de janeiro de 1969 usado para a versão single de George Martin e o álbum de Spector, com peças de edição, incluindo o solo de guitarra de Harrison do take 27B editado.

### Disco 2
Chamado de Fly on the wall, trata-se de diálogos e trechos de músicas.
- Conversation
- "Sun King" – 0:17
- "Don't Let Me Down" – 0:35
- Conversation
- "One After 909" – 0:09
- Conversation
- "Because I Know You Love Me So" – 1:32
- Conversation
- "Don't Pass Me By" – 0:03
- "Taking a Trip to Carolina" – 0:19
- "John's Piano Piece" – 0:18
- Conversation
- "Child of Nature" – 0:24
- "Back in the U.S.S.R." – 0:09
- Conversation
- "Every Little Thing" – 0:09
- "Don't Let Me Down" – 1:01
- Conversation
- "All Things Must Pass" – 0:21
- Conversation
- "She Came in Through the Bathroom Window" – 0:05
- Conversation
- "Paul's Piano Piece" – 1:01
- Conversation
- "Get Back" – 0:15
- Conversation
- "Two of Us" – 0:22
- "Maggie Mae" – 0:22
- "Fancy My Chances With You" – 0:27
- Conversation
- "Can You Dig It?" – 0:31
- Conversation
- "Get Back" – 0:32
- Conversation

## Músicos
- John Lennon - vocais, guitarra elétrica, violão, órgão, baixo
- Paul McCartney - vocais, baixo, piano, violão
- George Harrison - vocais, guitarra elétrica, violão, baixo
- Ringo Starr - bateria, percussão
- Billy Preston - órgão, piano eletrico